# Świdwin Zamek
Świdwin Zamek – przystanek osobowy, w Świdwinie (w województwie zachodniopomorskim, w powiecie świdwińskim), zlokalizowany przy ul. Niedziałkowskiego. Oddany do użytku 10 marca 2024 r. Przez przystanek przebiega linia 202 Gdańsk Główny – Stargard.